# 大友頼泰
大友 頼泰（おおとも よりやす）は鎌倉時代中期の武将・御家人。大友氏3代当主。

## 生涯
貞応元年（1222年）、大友親秀の嫡男として生まれる。
嘉禎2年（1236年）、父・親秀より家督を譲られる。大友泰直が史料上に現れるのは仁治三年（1242年）からであり、初見はこの年の2月13日の｢六波羅御教書案｣・｢六波羅御教書写｣にある｢大友式部大夫殿｣である。実名｢泰直｣の初見は、それから5日後、2月18日に第3代執権・北条泰時から出された｢関東下知状案｣であり、この頃までに泰時（同年6月に死去）から｢泰｣の字を賜って元服を済ませていることが窺える。
その後建長5年（1253年）7月30日の｢関東下知状案｣の段階まで｢大友式部大夫泰直｣と名乗っていたことが確認できるが、同8年（1256年）8月の段階では｢頼泰｣と名が変わっている。その間3年の開きはあるが、この期間内に改名を行ったことが分かる。この期間の幕府の将軍は宗尊親王、執権は第5代・北条時頼（泰時の孫）であり、時頼から｢頼｣の字を賜って改名したものとみられる。
それまでは御家人として京都や鎌倉で活動していたが、第8代執権・北条時宗（時頼の子）の代になって元寇の危機が強まると幕命により鎮西東方の奉行に任命され、文永9年（1272年）の初めには豊後国へ下向して、少弐氏と共に九州の軍政を担当した。文永11年（1274年）の文永の役では鳥飼潟の戦いで元軍を破り、元軍の侵攻を阻止した。弘安4年（1281年）の弘安の役では志賀島の戦いで奮戦して金方慶や洪茶丘らが率いる元軍に大勝し、元軍を志賀島から駆逐した。その後は高齢のため、隠棲したと言われている。
正安2年（1300年）9月17日、相模国において死去（享年79）。大友氏はこの頼泰の時代に本貫地の相模国大友郷から豊後国に移住・土着し、豊後の豪族的領主ひいてはその後の守護大名・戦国大名として北九州に次第に勢力を拡大していくことになったのである。